# Marie Schönfeld
Marie Karoline Schönfeld (* 13. Juli 1898 in Wien; † 19. September 1944 ebenda) war eine österreichische Regierungsassistentin und Widerstandskämpferin gegen das NS-Regime. Sie wurde von der NS-Justiz zum Tode verurteilt und im Wiener Landesgericht durch das Fallbeil hingerichtet.

## Leben
Marie Schönfeld und ihr Bruder Franz Schönfeld (1890–1944) stammten aus einer Währinger Beamtenfamilie und wurden streng-katholisch erzogen. Sie zählten zu den Legitimisten und traten für die Wiederherstellung der k.u.k. Monarchie ein. Marie Schönfeld besuchte nach der Pflichtschule eine zweijährige Handelsschule und war danach für die Stadt Wien tätig. 1917 wurde sie Beamtin im Ministerium für öffentliche Arbeiten. Von 1919 bis 1934 war sie Mitglied der christlichen Beamtengewerkschaft und der Vaterländischen Front. Privat gehörte sie der Marianischen Jungfrauenkongregation an. Ab 1938 arbeitete sie in der Abwicklungsstelle der Vermögensverkehrsstelle als Stenotypistin. Die Geschwister stellten gemeinsam „hochverräterische Hetz- und Schmähschriften“ her und verteilten sie vom Mai 1942 bis zu ihrer Festnahme am 20. Mai 1943 auf Straßen und in Postkästen oder verschickten sie per Post an verschiedene NSDAP- und Polizeidienststellen. Ein Flugblatt enthielt eine Parodie des Deutschlandlieds: 

„Deutschland, Deutschland muss verschwinden von der Welt,
hoffen wir, dass es in Bälde jammervoll in Trümmer fällt. [...]
Deutscher Terror, deutsche Frechheit, deutscher Druck und deutscher Zwang,
niemals sollen sie uns quälen, unser ganzes Leben lang.“

In einem weiteren, an die NSDAP-Gauleitung Wien geschickten, Flugblatt wurde gedroht, dass „wir in unserem gestohlenen Österreicherland Euch Eure Bäuche, die Ihr Euch auf unsere Kosten angefressen habt, aufschlitzen, Euch Eure Gedärme herausreißen und damit die Hitlerbilder bekränzen.“ Die Flugschriften wurden von Franz verfasst, Marie half bei der Vervielfältigung. Insgesamt erfasste die Gestapo rund 65 verschiedene Texte.

### Todesurteil und Hinrichtung
Marie und Franz Schönfeld wurden am 15. Juli 1944 vom Volksgerichtshof wegen „Vorbereitung zum Hochverrat und Feindbegünstigung“ zum Tode verurteilt. 

„Die Geschwister Franz und Marie Schönfeld haben gemeinschaftlich in Wien in den Jahren 1942/43 zahlreiche staatsfeindliche Flugschriften übelsten Inhalts hergestellt und verbreitet und werden deshalb wegen Vorbereitung des habsburgisch-separatistischen Hochverrats und Feindbegünstigung zum Tode und zum Ehrverlust auf Lebenszeit verurteilt. [...] Für solche Menschen ist kein Platz in der deutschen Volksgemeinschaft. Sie haben sich für immer ehrlos gemacht [...] und müssen aus ihr ausgemerzt werden.“

Die Hinrichtung der Geschwister Schönfeld erfolgte am 19. September 1944 im Wiener Landesgericht.

## Gedenken
Die Namen der Geschwister finden sich auf der Gedenktafel im ehemaligen Hinrichtungsraum des Wiener Landesgerichts.

## Nachweise
1. ↑  Nachkriegsjustiz, abgerufen am 10. April 2015

| Personendaten    | Personendaten                                                                                |
| ---------------- | -------------------------------------------------------------------------------------------- |
| NAME             | Schönfeld, Marie                                                                             |
| ALTERNATIVNAMEN  | Schönfeld, Marie Karoline (vollständiger Name)                                               |
| KURZBESCHREIBUNG | österreichische Regierungsassistentin und Widerstandskämpferin gegen den Nationalsozialismus |
| GEBURTSDATUM     | 13. Juli 1898                                                                                |
| GEBURTSORT       | Wien                                                                                         |
| STERBEDATUM      | 19. September 1944                                                                           |
| STERBEORT        | Wien                                                                                         |